# Monumento al General Mola (Alcocero de Mola)
El monumento al General Mola es una construcción conmemorativa situada en el municipio burgalés de Alcocero de Mola. Fue inaugurada el 3 de junio de 1939 en homenaje al general Emilio Mola.  
Se trata de un monumento polémico por el origen histórico fascista y por las implicaciones actuales con respecto a la Ley de Memoria Histórica.

## Descripción
Se trata de un monumento perteneciente al régimen franquista que hubo presente en España desde el 1939 al 1975 liderada por el general Francisco Franco. 
Según varias fuentes de la provincia de Burgos y cercanías, esta conmemoración fue construida de manera forzada por los ciudadanos habitantes de las comarcas próximas a Alcocero de Mola, y también por varios republicanos prisioneros de la Guerra civil.

## Estructura del monumento

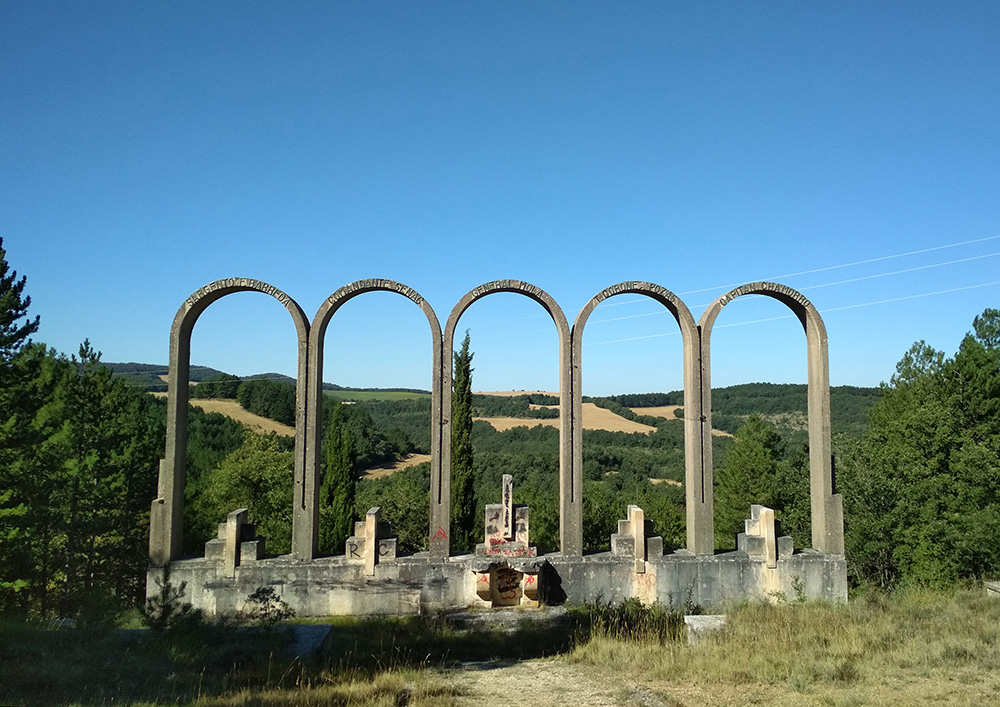
Monumento al General Mola.

El monumento se extiende a lo largo de la ladera del cerro donde impacto el avión que transportaba a Mola, ocupa gran parte del cerro, y se sitúa a unos 300 metros desde el pie de la montaña. Los lugares donde los cuerpos fueron hallados se señalan con una cruz de piedra. A esta zona se le denomina recinto sagrado. Por su parte superior se encuentra la quíntuple arquería donde cada uno de los arcos está dedicado a una de las víctimas, el central al General Mola. Bajo ese arco, por la parte de arriba, hay un altar muy dañado. Subiendo un extenso graderío se llega a lo alto del monumento en el que hay una torre, con planta de cruz griega, de unos 20 m de altura con mirador y en grandes letras de bronce "MOLA".

## Polémica acerca de la muerte del General Mola
La inesperada muerte del general Mola en su viaje de Burgos hacia Valladolid fue un suceso que no quedó aclarado del todo como también el del General Sanjurjo. Ambos sucesos no fueron investigados por el Gobierno del dictador. Esto implica que el monumento conmemorativo se hizo para ensalzar la figura del general a pesar de que su muerte fue la que permitió que el propio Francisco Franco alcanzara el control del bando sublevado norte.